# Окончание (Секретные материалы)
«Окончание» (англ. «Closure») — 11-й эпизод 7-го сезона сериала «Секретные материалы». Премьера состоялась 13 февраля 2000 года на телеканале FOX. Эпизод позволяет более подробно раскрыть так называемую «мифологию сериала», заданную в пилотной серии.
Режиссёр — Ким Мэннэрс, авторы сценария — Крис Картер и Фрэнк Спотниц, приглашённые звёзды — Митч Пиледжи, Уильям Брюс Дэвис, Энтони Хилд, Стэнли Адерсон, Меган Корлетто, Ребекка Тулан, Николас Стрэттон и Мими Пэйли.
В США серия получила рейтинг домохозяйств Нильсена, равный 9,1, который означает, что в день выхода серию посмотрели 15,35 миллиона человек.
Главные герои серии — Фокс Малдер (Дэвид Духовны) и Дана Скалли (Джиллиан Андерсон), агенты ФБР, расследующие сложно поддающиеся научному объяснению преступления, называемые Секретными материалами.

## Сюжет
Малдер вынужден принять факт, что его мать покончила с собой сама. Он встречает человека, у которого несколько лет назад пропал сын, и выясняет правду: Саманта вместе с душами, забранными «переселенцами», которые спасают души детей, обреченных на несчастную жизнь.